# Чигиринське водосховище (Білорусь)
Чигири́нське водосховище (біл. Чыгіры́нскае вадасховішча) — водосховище на річці Друть на межі Кіровського і Биховського районів, Могильовська область, Білорусь. Розташоване за 30–32 км на схід від міста Кіровськ біля села Чигиринка. Створено в 1960 році.
- Площа дзеркала — 21,1 км²,
- об'єм води — 0,06 км³,
- площа водозбірного басейну — 3,7 км²,
- максимальна глибина 8,1 м.

Використовується в енергетичних цілях (Чигиринська ГЕС), лісосплаву і для створення умов активного відпочинку. Береги в приплотинной частині абразивні, праворуч — високі, зліва — пологі. Дно — заболочена заплава Друті, в основному вистелене торфом і замуленим піском. Є острів площею 0,37 км².
Замерзає на початку грудня, лід (товщина до 55 см) тримається до початку квітня. Проточність велика, обсяг водної маси оновлюється протягом 27 діб.
Заростає, особливо сильно в північній частині. Водосховище — місце для занять гребним, водно-моторним та ін. видами спорту, популярне місце риболовлі. У водоймі водиться лящ, щука, плотва, окунь. На березі розташовані санаторії, дитячі тур. табори, мисливсько-рибальська база.

## Населені пункти
На берегах водосховища знаходяться села Галіївка, Грудичино, Сочевичі, Проточне, Чигиринка, Підлужжя, Коровчине, Болонівка, Короткий.